# Juan Joseph Ollu
Juan Joseph Ollu est un écrivain franco-québécois.
Il publie en 2017 son premier roman intitulé Dolce vita, pour lequel il obtiendra une bourse du Conseil des arts et des lettres du Québec et une nomination au Prix du roman gay en France.

## Biographie
Né à Montréal et issu d'une famille d'origine française et québécoise, Juan Joseph Ollu a grandi entre l'Europe et le Québec.
Formé au Collège Stanislas en lettres et langues, il est diplômé de l'Université du Québec à Montréal en science politique, et de l'Université de Montréal en études hispaniques. Il est en 2009 l'auteur d'un mémoire de maîtrise intitulé Recuerdos fascistas, memoria democrática. La manipulación del pasado en las obras de Dionisio Ridruejo y Pedro Laín Entralgo dans lequel il traite de la guerre civile et du fascisme en Espagne franquiste.
Il s'est depuis consacré à la littérature avec la publication du recueil de nouvelles Un balcon à cannes (2012) et du roman Dolce vita (2016) , un bildungsroman amoureux où, à travers le personnage principal, il réfléchit à la fluidité de l'orientation sexuelle, et qui fut très bien accueilli par la presse,,,,et pour lequel il a obtenu une bourse du Conseil des arts et des lettres du Québec et une nomination en 2019 pour le Prix du roman gay, prix créé en 2013 en France par les éditions Du Frigo pour récompenser des romans francophones d'inspiration homosexuelle masculine.
Il a publié en 2020 un second recueil de nouvelles, Présents composés, où "une qualité d’écriture presque archéologique se met en place dans le découpage et l’analyse des événements et des sentiments" et qui contient une collaboration poétique avec la poète et romancière franco-argentine Samantha Barendson. Il a de plus coécrit le monologue Léopold sur la vie du chirurgien et écrivain Léopold Chauveau avec la comédienne Violette Chauveau, qui fut mis en scène par la cinéaste Jennifer Alleyn dans le cadre du spectacle Nous sommes génétiques, présenté au Festival international de littérature (FIL) à l'automne de cette même année à Montréal.
Il est le beau-frère de l'acteur canadien Normand Chouinard, de la comédienne Violette Chauveau, et le cousin du chef d'orchestre Franck Ollu.
Juan Joseph Ollu est membre de L'Union des écrivaines et des écrivains québécois.

## Œuvres
- 2009 - Recuerdos fascistas, memoria democrática. La manipulación del pasado en las obras de Dionisio Ridruejo y Pedro Laín Entralgo, Montréal, Université de Montréal, Canada/Valencia, Universidad de Valencia, España.
- 2012 - Un balcon à Cannes, Montréal: Annika Parance Éditeur  (ISBN 978-2-923830-10-0) (papier); (ISBN 978-2-923830-49-0) (pdf); (ISBN 978-2-923830-50-6) (épub)
- 2016 - Dolce vita, Montréal: Annika Parance Éditeur  (ISBN 978-2-923830-46-9) (papier); (ISBN 978-2-923830-47-6) (pdf); (ISBN 978-2-923830-48-3) (epub)
- 2020 - (coauteur :)Léopold, monologue
- 2020 - Présents composés, Montréal: Annika Parance Éditeur  (ISBN 978-2-923830-34-6) (papier); (ISBN 978-2-923830-35-3) (pdf); (ISBN 978-2-923830-36-0) (epub) [présentation en ligne]